# Единый революционный фронт Бутана
Единый революционный фронт Бутана (англ. United Revolutionary Front of Bhutan) — политическая организация, созданная в апреле 2007 года и взявшая на себя по электронной почте ответственность за серию скоординированных взрывов на юго-западе Бутана 20 января 2008 года, в результате которых никто не погиб, но была ранена одна женщина.